# Campionati del mondo di canottaggio 1986
I Campionati del mondo di canottaggio 1986 si sono tenuti a Nottingham, nel bacino di Holme Pierrepont National Watersports Centre, in Inghilterra.

## Risultati

### Uomini
| Gara                            | Oro | Argento | Bronzo |
| Singolo M1x                     | Peter-Michael Kolbe | Pertti Karppinen | Wassili Jakuscha |
| Singolo pesi leggeri LM1x       | Peter Antonie | Bjarne Eltang | Glenn Florio |
| Due di coppia M2x               | Italia Alberto Belgeri Igor Pescialli | Bulgaria Vasil Radew Kamburgski | Germania Est Andreas Hajek Uwe Heppner |
| Due senza M2-                   | Unione Sovietica Nikolai Pimenow Juri Pimenow                                                                                               | Italia Marco Romano Pasquale Alese | Germania Est Dirk Rendant Mario Kliesch |
| Due con M2+                     | Regno Unito Andy Holmes Steve Redgrave Patrick Sweeney (tim.)                                                                               | Italia Carmine Abbagnale Giuseppe Abbagnale Giuseppe Di Capua (tim.) | Germania Est Thomas Greiner Olaf Förster Udo Kühn (tim.)                                                                                       |
| Due di coppia pesi leggeri LM2x | Regno Unito Carl Smith Allan Whitwell | Francia Luc Crispon Thierry Renault | Canada Rob Haag Cam Harvey |
| Quattro di coppia M4x           | Unione Sovietica Valeriy Dosenko Sergey Kinyakin Mikhail Ivanov Igor Kotko                                                                  | Polonia Waldemar Wojda Mirosław Mruk Sławomir Cieślakowski Andrzej Krzepiński                                                                                           | Canada Doug Hamilton Robert Mills Paul Douma Mel LaForme                                                                                       |
| Quattro senza M4-               | Stati Uniti Ted Swinford Daniel Lyons John Riley Robert Espeseth                                                                            | Germania Ovest Norbert Keßlau Volker Grabow Jörg Puttlitz Guido Grabow                                                                                                  | Germania Est Jörg Timmermann Jens Luedecke Ralf Brudel Thomas-Robert Füting                                                                    |
| Quattro con M4+                 | Germania Est Frank Klawonn Bernd Eichwurzel Bernd Niesecke Karsten Schmeling Hendrik Reiher                                                 | Nuova Zelanda Nigel Atherfold Bruce Holden Greg Johnston Chris White Andrew Bird                                                                                        | Stati Uniti Doug Burden Chris Huntington Kurt Bausback John Walters Jon Fish                                                                   |
| Quattro senza pesi leggeri LM4- | Italia Franco Pantano Dario Longhin Nerio Gainotti Mauro Torta                                                                              | Regno Unito Christopher Bates Peter Haining Neil Staite Stuart Forbes                                                                                                   | Spagna Fernando Molina Castillo José María de Marco Pérez Carlos Muniesa Alberto Molina Castillo                                               |
| Otto M8+                        | Australia James Galloway Malcolm Batten Andrew Cooper Mike McKay Mark Doyle James Tomkins Ion Popa Stephen Evans Dale Caterson              | Unione Sovietica Veniamin But Jonas Pinskus Aleksander Voloshin Mykola Komarov Pavlo Hurkovskiy Viktor Diduk Viktor Omelyanovich Zigmantas Gudauskas Hryhoriy Dmytrenko | Stati Uniti Jonathan Kissick John Smith Thomas Kiefer David Krmpotich John Terwilliger Edward Ives Kevin Still Andrew Sudduth Mark Zembsch     |
| Otto pesi leggeri LM8+          | Italia Maurizio Losi Michele Savoia Vittorio Torcellan Massimo Lana Stefano Spremberg Carlo Gaddi Andrea Re Fabrizio Ravasi Massimo Di Deco | Germania Ovest Thomas Güntermann Udo Hennig Detlef Glitsch Harald Galster Alwin Otten Frank Rogall Andreas Hobler Wolfgang Birkner Torsten Kreis                        | Danimarca Jørn Jørgensen Kim Hagsted Morten Espersen Leif Jacobsen Michael Sørensen Flemming Jensen Vagn Nielsen Bent Fransson Stephen Masters |

## Medagliere
| Pos.   | Paese            | Oro | Argento | Bronzo | Totale |
| ------ | ---------------- | --- | ------- | ------ | ------ |
| 1      | Germania Est     | 4   | 2       | 5      | 11     |
| 2      | Unione Sovietica | 3   | 2       | 2      | 7      |
| 3      | Romania          | 3   | 2       | 1      | 6      |
| 4      | Italia           | 3   | 2       | 0      | 5      |
| 5      | Stati Uniti      | 3   | 0       | 4      | 7      |
| 6      | Regno Unito      | 2   | 3       | 0      | 5      |
| 7      | Australia        | 2   | 0       | 0      | 2      |
| 8      | Germania Ovest   | 1   | 2       | 1      | 4      |
| 9      | Bulgaria         | 0   | 2       | 0      | 2      |
| 10     | Danimarca        | 0   | 1       | 1      | 2      |
| 10     | Paesi Bassi      | 0   | 1       | 1      | 2      |
| 10     | Nuova Zelanda    | 0   | 1       | 1      | 2      |
| 13     | Belgio           | 0   | 1       | 0      | 1      |
| 13     | Finlandia        | 0   | 1       | 0      | 1      |
| 13     | Francia          | 0   | 1       | 0      | 1      |
| 13     | Polonia          | 0   | 1       | 0      | 1      |
| 17     | Canada           | 0   | 0       | 3      | 3      |
| 18     | Spagna           | 0   | 0       | 1      | 1      |
| Totale | Totale           | 21  | 22      | 20     | 63     |